# Franz Prechtl
Franz Prechtl (* 17. Mai 1927 in Amberg; † 29. Juli 2018 ebenda) war ein deutscher Politiker der CSU.

## Leben
Franz Prechtl besuchte das Humanistische Gymnasium in Amberg. Ab 1943 musste er Dienst als Luftwaffenhelfer leisten. Anschließend wurde er zum Reichsarbeitsdienst und schließlich noch zur Wehrmacht eingezogen. Aus englischer Kriegsgefangenschaft kehrte er nach Amberg heim. 
1947 legte er in Amberg das Abitur ab. Nach dem Studium der Germanistik für das Höhere Lehrfach in Würzburg und Regensburg war er Lehrer an mehreren bayerischen Gymnasien. Seit 1956 unterrichtete er, zuletzt als Oberstudienrat, am Max-Reger-Gymnasium in Amberg Deutsch, Erdkunde und Geschichte.
Von 1960 bis 1990 war er Mitglied des Stadtrates in Amberg. Von 1970 bis 1990 war Franz Prechtl Oberbürgermeister der Stadt Amberg. In seine Amtszeit fielen die Sanierung von Altstadt und Stadttheater Amberg, die Gründung der Stadtbau Amberg GmbH, die Fußgängerzone, die Einführung des Altstadtfestes, der Bau der Tiefgarage beim Bahnhof, der Beginn der Generalsanierung des Klinikums St. Marien, der Neubau der Feuerwehrzentrale, der Neubau der Pfalzgrafenbrücke, der Neubau der Staatlichen Realschule, der Bau der Kläranlage in Theuern, die Erweiterung des Erasmus-Gymnasiums, die Neubaugebiete Raigeringer Höhe und Obere Hockermühle, die Einrichtung des Stadtmuseums im sanierten Baustadel, der Neubau des Kurfürstenbades, die Bewerbung für die Landesgartenschau sowie die Begründung des Altstadtfestes.
Franz Prechtl engagierte sich für zahlreiche sozialen Projekte und die Christen im Heiligen Land. Er war Mitglied im Deutschen Verein vom Heiligen Lande. 1985 wurde Franz Prechtl vom Kardinal-Großmeister Maximilien Kardinal de Fürstenberg zum Ritter des Ritterordens vom Heiligen Grab zu Jerusalem ernannt und am 11. Mai 1985 im Regensburger Dom durch Franz Kardinal Hengsbach, Großprior der deutschen Statthalterei, investiert. Prechtl war zuletzt Großoffizier des Päpstlichen Laienordens.

## Ehrungen und Auszeichnungen
- Verdienstkreuz am Bande des Verdienstordens der Bundesrepublik Deutschland (1982)
- Ritter des Ritterordens vom Heiligen Grab zu Jerusalem (1985)
- Verdienstkreuz 1. Klasse des Verdienstordens der Bundesrepublik Deutschland (1987)
- Ehrenbürger der Stadt Amberg (1990)
- Bayerischer Verdienstorden